# 中原美紗緒
中原 美紗緒（なかはら みさお、1931年（昭和6年）7月18日 - 1997年（平成9年）7月8日）は、昭和期のシャンソン歌手、女優。
本名は室 美紗緒（旧姓は中原）。
叔父に画家の中原淳一、義理の叔母に女優で元タカラジェンヌの葦原邦子がいる。長男は映画監督・映像プロデューサーの室希太郎。妹の夫はミステリ作家の渡辺剣次。

## 経歴
東京都出身。東京芸術大学声楽科卒業。
- 1955年（昭和30年）5月、キングレコードから「パリのお嬢さん」でデビュー。
- 1956年（昭和31年）から7年連続でNHK紅白歌合戦に出場している（詳細は下記参照）。

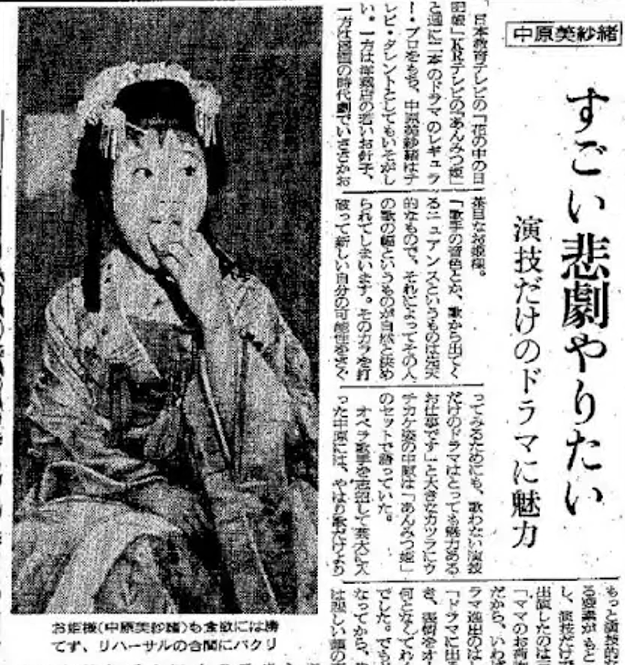
『あんみつ姫』
1959年4月25日付読売新聞朝刊

- 1958年（昭和33年）12月1日から1960年（昭和35年）10月28日まで、KRT（現TBS）で放送された連続ドラマ「あんみつ姫」で、ヒロインあんみつ姫役を演じる。
- 1963年（昭和38年）結婚。
- 1966年（昭和41年）、育児に専念するため芸能界から引退。
- 1978年（昭和53年）、12年間のブランクを経て芸能界に復帰。
- 1979年（昭和54年）10月1日から1980年（昭和55年）9月26日まで、日本テレビの子供向け番組「なんじゃ・もんじゃ・ドン!」にて「みーおばちゃん」の愛称で、司会兼歌のおねえさんとして活躍。
- 1991年（平成3年）、歌手生活30周年記念コンサート開催。自叙伝「唄（シャンソン）に恋して」を出版。
- 1993年（平成5年）、食道癌が発見され、手術せずに抗癌剤等で治療を行う。
- 1994年（平成6年）春、食道癌の切開手術。大手術だったが経過は良好で1ヶ月で退院し秋には復帰。
- 1996年（平成8年）、リンパ腺癌が発見され、再び切開手術。歌手生活40年記念コンサート開催。その直後再びリンパ腺癌が発見。
- 1997年（平成9年）7月8日死去。享年65。同年春まで闘病の傍らステージに立ち続けた。

代表曲は、「パリのお嬢さん」、「フルフル」、「私の心はバイオリン」、「河は呼んでいる」、「バス通り裏」、「夜は恋人」などがある。

## NHK紅白歌合戦出場歴
| 1956年（昭和31年）/第7回 | フル・フル     | 旗照夫 |
| 1957年（昭和32年）/第8回 | ジェルソミーナ | 高英男 |
| 1958年（昭和33年）/第9回 | 河は呼んでいる | 旗照夫 |
| 1959年（昭和34年）/第10回 | ある恋の物語   | 芦野宏 |
| 1960年（昭和35年）/第11回 | ロマンティカ   | 高英男 |
| 1961年（昭和36年）/第12回 | ボーイ・ハント | 芦野宏 |
| 1962年（昭和37年）/第13回 | フル・フル     | 芦野宏 |
| - このうち、第7回・第8回・第9回・第10回はラジオ中継による音声が現存する。 - 第10回は2009年4月29日放送のNHK-FM『今日は一日“戦後歌謡”三昧』の中で、中原の歌も含め全編が再放送された（音声はモノラル）。 |                |        |

## 出演映画
- 大映「忘れじの午後8時13分」（1957年）
- 富士映画「妖蛇荘の魔王」（1957年） … 月田京子
- 大映「お嬢さん」（1961年） … シャンソン歌手

## テレビ番組
- あんみつ姫（TBS）
- なんじゃ・もんじゃ・ドン!（日本テレビ）
- 廃虚の唇（NET） - 神塚 役
- 孤独の賭け（NET） - クラブの歌手 役
- 陽気な夫婦　(NHK総合) - 吹き替え: グラディス・ポーター(カーラ・ウィリアムズ)